# Calling All Corpses
Calling All Corpses — четвёртый студийный альбом американской хоррор-панк-группы Wednesday 13. Диск был выпущен 11 октября 2011 года и занял 21 место в чарте Billboard Top Heatseekers.

## Об альбоме
Последние концерты Murderdolls отыграли в апреле 2011 года. Далее Джордисон вернулся к Slipknot. Джозеф Пул не терял времени зря и забрал остальных участников группы Murderdolls к себе в проект. Но тут случился ряд изменений. Изначально как и предполагалось, Роман будет на гитаре, Джэк на бас-гитаре, Джейсон на ударных. Но Джозеф решил сделать небольшое продвижение группы и решил поставить Джека вторым гитаристом, так как Среде больше хотелось отдавать внимание сцене, нежели гитаре, хотя при некоторых песнях он все же играет на гитаре. На бас-гитару пришёл Трой Дроибблер, друг Джейсона.
Calling All Corpses посвящён бывшей жене и дочери. Альбом был «слит» в сеть интернет в сентябре 2011 года. Диск намного «мягче» предыдущего — Skeletons, хотя тематика песен осталась прежней.

## Список композиций
1. «Blood Fades to Black» — 1:12
2. «I Wanna Be Creamated» — 4:05
3. «Ghoul of My Dreams» — 3:32
4. «One Knife Stand» — 3:31
5. «Calling All Corpses» — 2:32
6. «Miss Morgue» — 3:39
7. «Silver Bullets» — 4:20
8. «Bad at Being Human» — 4:28
9. «London After Midnight» — 3:53
10. «Candle for the Devil» — 4:26
11. «We All Die» — 3:31
12. «Something Wicked This Way Comes» — 4:19
13. «Blood Fades to Black (Reprise)» — 1:00